# 银崖 (科罗拉多州)
银崖（英文：Silver Cliff），是美国科罗拉多州卡斯特县下属的一座城市。建市于1879年2月10日，面积大约为15.466平方英里（40.056平方公里）。根据2010年美国人口普查，该市有人口587人。2011年估计该市有人口580人，相比2010年人口增长率为?1.19%。同时，论人口该市是科罗拉多州第186大城市。